# Französische Meisterschaften im Biathlon 2013
Die Französischen Meisterschaften im Biathlon fanden am 1. und 2. April 2013 in Les Contamines statt. Es wurden Wettbewerbe im Massenstart und in der Staffel jeweils für Männer und Frauen ausgetragen.

## Männer
| Platz | Starter                                          | Verein | Zeit |
| ----- | ------------------------------------------------ | ------ | ---- |
| 1     | Fabien Claude Florian Rivot Florent Claude       |        |      |
| 2     | Emilien Personnaz Dany Chavoutier Baptiste Jouty |        |      |
| 3     | Émilien Jacquelin Mathieu Legrand Simon Fourcade |        |      |

Datum: 1. April 2013

### Massenstart
| Platz | Starter                | Verein | Zeit | Schießfehler |
| ----- | ---------------------- | ------ | ---- | ------------ |
| 1     | Simon Fourcade         |        |      |              |
| 2     | Jean-Guillaume Béatrix |        |      |              |
| 3     | Florent Claude         |        |      |              |

Datum: 2. April 2013

## Frauen
| Platz | Starter                                            | Verein | Zeit |
| ----- | -------------------------------------------------- | ------ | ---- |
| 1     | Chloé Chevalier Anaïs Chevalier Marie Dorin-Habert |        |      |
| 2     | Julie Chenevoy Enora Latuillière Florie Vigneron   |        |      |
| 3     | Margaux Achard Coline Varcin Marine Bolliet        |        |      |

Datum: 1. April 2013

### Massenstart
| Platz | Starter            | Verein | Zeit | Schießfehler |
| ----- | ------------------ | ------ | ---- | ------------ |
| 1     | Marie Dorin-Habert |        |      |              |
| 2     | Jacquemine Baud    |        |      |              |
| 3     | Anaïs Bescond      |        |      |              |

Datum: 2. April 2013